# Fukushima Peak
Fukushima Peak är en bergstopp i Antarktis. Den ligger i Västantarktis. Chile gör anspråk på området. Toppen på Fukushima Peak är 4 634 meter över havet, eller 35 meter över den omgivande terrängen. Bredden vid basen är 0,44 km.
Terrängen runt Fukushima Peak är huvudsakligen mycket bergig.  Trakten är obefolkad. Det finns inga samhällen i närheten. 